# Cathédrale d'Haderslev
La cathédrale Notre-Dame est une cathédrale protestante située dans la ville d'Haderslev, au Danemark. Elle est le siège du diocèse d'Haderslev. Il s'agit d'un édifice gothique du XIIIe siècle.
À partir de 1850, l'église a accueilli des offices religieux en danois et en allemand. Quand le Danemark récupéra le nord du Schleswig après la Première Guerre mondiale; elle devint une cathédrale avec la création du diocèse en 1922.